# Schizovalva permagna
Schizovalva permagna is een vlinder uit de familie van de tastermotten (Gelechiidae). De wetenschappelijke naam van de soort is voor het eerst geldig gepubliceerd in 1920 door Edward Meyrick.